# Marsland Aviation
Marsland Aviation war eine sudanesische Fluggesellschaft mit Sitz in Khartum. 
Aufgrund von Sanktionen gegen das Land und entsprechende wirtschaftliche Einschränkungen gab die Gesellschaft im November 2013 die Einstellung ihres Betriebs bekannt.

## Flugziele
Das Streckennetz umfasste hauptsächlich Ziele im Sudan. Vor allem aus Khartum und Juba, wo sich das Drehkreuz der Fluggesellschaft befand, gab es regelmäßige Flüge nach al-Faschir, al-Ubayyid, ad-Dueim, al-Dschunaina (Darfur), Malakal, Nyala und Rumbek. Als einziges Ziel außerhalb der Landesgrenzen wurde Nairobi angeflogen.

## Flotte
Mit Stand Juli 2013 bestand die Flotte der Marsland Aviation aus vier Flugzeugen:
- 1 Boeing 737-300 (betrieben durch Alexandria Airlines)
- 1 Boeing 737-400 (betrieben durch Jordan Aviation)
- 1 Boeing 737-500
- 1 Jakowlew Jak-42 (betrieben für Tarco Air)